# Lucy Aikin
Lucy Aikin (* 6. November 1781 in Warrington, damals Lancashire; † 29. Januar 1864 in Hampstead) war eine englische Schriftstellerin, Biografin und Korrespondentin. Sie veröffentlichte auch unter Pseudonymen, z. B. als Mary Godolphin. Zu ihrer literaturbegeisterten Familie gehörte auch ihre Tante Anna Laetitia Barbauld, eine Autorin von Gedichten, Essays und Kinderbüchern.

## Leben
Aikin wurde 1781 als viertes Kind des Arztes John Aikin (1747–1822) und seiner Frau Martha Jennings († 1830) in eine literarische Familie prominenter Unitarier geboren. Lucys Vater war zusätzlich Historiker, und ihr Großvater, ebenfalls mit Namen John Aikin (1713–1780), war ein unitarischer Gelehrter und theologischer Tutor, der eng mit der Warrington Academy verbunden war. Lucys Tante war Anna Laetitia Barbauld, eine bekannte Kinderbuchautorin, während ihr Bruder Arthur Aikin (1773–1854) Chemiker, Mineraloge und wissenschaftlicher Schriftsteller wurde, und ihr Bruder Charles Rochemont (1775–1847) wurde von Barbauld adoptiert und wurde Arzt und Chemiker. Ein weiterer Bruder, der Architekt Edmund Aikin (1780–1820), schrieb einflussreiche Werke über Architektur.
Lucy Aikin lebte mit ihren Eltern in Great Yarmouth und Stoke Newington bis zum Tod ihres Vaters im Jahr 1822, als sie nach Hampstead zog. Dort verbrachte sie, abgesehen von einer kurzen Zeit in Wimbledon, den Rest ihres Lebens. 
Sie besuchte kurzzeitig eine Tagesschule in Yarmouth, wurde aber größtenteils privat von ihrem Vater und ihrer Tante, einer frühen Kritikerin des Bildungssystems, unterrichtet. Sie „las viel in englischer, französischer, italienischer und lateinischer Literatur und Geschichte“, begann im Alter von 17 Jahren für Zeitschriften zu veröffentlichen und unterstützte bald ihren Vater als Herausgeberin seiner Schriften.
Aikins Werke befassen sich mit den künstlerischen, sozialen und literarischen Aspekten ihrer Zeit und nicht mit der religiösen, militärischen oder parlamentarischen Geschichte.
1810 erschien ihr erstes größeres Werk, Epistles on Women, Exemplifying their Character and Condition in Various Ages and Nations, with Miscellaneous Poems, und 1814 ihr einziges belletristisches Werk, Lorimer, a Tale. Dies waren nur frühe Versuche, aber ihren Ruf erwarb sie vollständig durch historische Werke, die zwischen 1818 und 1843 veröffentlicht wurden: Memoirs of the Court of Queen Elizabeth (1818), Memoirs of the Court of James I. (1822), Memoirs of the Court of Charles I. (1833) und Life of Addison (1843). Das letztgenannte Werk, das viele bisher unveröffentlichte Briefe Addisons enthält, war Gegenstand eines Essays von Macaulay, der zwar Aikins andere Werke und insbesondere ihre Memoirs of the Court of James I lobte, aber feststellte, dass sie „unter den Halskrausen und Spitzbärten der Theobalds weit mehr zu Hause war als unter den Steenkirschen und wallenden Perücken, die Königin Annes Teetisch in Hampton umgaben“. Sie selbst sah das ähnlich und soll nach der Fertigstellung von Charles I. geäußert haben: "Ich bin entschlossen, mich nicht weiter mit englischen Herrschern zu befassen. Charles II. ist kein Thema für mich: Er würde mich dazu bringen, meine Art zu verdammen."
Wie ihre Tante Barbauld interessierte sich auch Aikin für die frühe Bildung und veröffentlichte mehrere Werke zur Förderung junger Leser: Poetry for Children: Consisting of Short Pieces to be Committed to Memory (1801), Juvenile Correspondence or Letters, Designed as Examples of the Epistolary Style, for Children of Both Sexes (1811), An English Lesson Book, for the Junior Classes (1828) und The Acts of Life: of Providing Food, of Providing Clothing, of Providing Shelter (1858). Unter dem Pseudonym Mary Godolphin trug Aikin auch als Herausgeberin zu Versionen in Words of One Syllable von The Pilgrim’s Progress, Robinson Crusoe, Der Schweizerische Robinson, Äsops Fabeln, Evenings at Home, von ihrem Vater und ihrer Tante geschrieben, und The History of Sandford and Merton von Thomas Day bei.
Aikins Konversationsfähigkeiten werden als bemerkenswert überliefert, und sie war eine anmutige und anschauliche Briefschreiberin. Ihre Briefe an ihre Verwandten und engen Freunde zeugen von ihrer Vorliebe für die Gesellschaft und sind voll von Witz und lebhaften Anekdoten über bedeutende Literaten. Fast 16 Jahre lang (1826–1842) unterhielt sie zum Beispiel einen regen Briefwechsel mit Rev. Dr. William Ellery Channing. Aikins Briefe waren bekannt für ihre Kritik an führenden Politikern auf beiden Seiten des Atlantiks und für eine Wertschätzung für klassische und zeitgenössische Literatur.
Aikin übersetzte auch französische Texte: The Travels of Rolando von Louis Jauffret erschien um 1804 und The Life of Ulrich Zwingli von Jean Gaspard Hess 1812.
Aikin war weder verheiratet noch hatte sie Kinder. Sie lebte ihr ganzes Leben bei ihrer Familie, insbesondere bei ihren Eltern und ihrer Nichte, obwohl sie kurzzeitig bei ihrem Neffen in London wohnte.
Lucy Aikin starb 1864 an einer Grippe in Hampstead, damals im Norden von London, wo sie 40 Jahre lang gelebt hatte. Beerdigt ist sie auf dem St John-at-Hampstead Churchyard. Ihre Nichte Anna Letitia Le Breton übernahm ihr literarisches Erbe. Aikins Memoirs, Miscellanies, and Letters wurden 1864 veröffentlicht, ebenso wie eine bearbeitete Fassung ihres Briefwechsels mit Channing zehn Jahre später, 1874.

## Werke (Auswahl)
- 1801: Poetry for Children: Consisting of Short Pieces to be Committed to Memory
- 1804: Louis Francois Jauffret’s The Travels of Rolando (Übersetzung aus dem Französischen)
- 1810: Epistles on Women, Exemplifying their Character and Condition in Various Ages and Nations, with Miscellaneous Poems
- 1811: Juvenile Correspondence or Letters, Designed as Examples of the Epistolary Style, for Children of Both Sexes. (archive.org).
- 1812: Jean Gaspard Hess’s The Life of Ulrich Zwingli (Übersetzung aus dem Französischen)
- 1814: Lorimer, a Tale
- 1818: Memoirs of the Court of Queen Elizabeth, mehrfach neu aufgelegt
- 1822: Memoirs of the Court of James I. Vol. I; Vol. II
- 1823: Memoir of John Aikin, MD
- 1825: The Works of Anna Laetita Barbauld. With a memoir. Vol. I; Vol. II
- 1827: The Life of Anne Boleyn
- 1828: An English Lesson Book, for the Junior Classes
- 1833: Memoirs of the Court of Charles I. Vol. I; Vol. II
- 1843: The Life of Joseph Addison
- 1858: The Acts of Life: of Providing Food, of Providing Clothing, of Providing Shelter
- 1858: Holiday Stories for Young Readers
- 1864: Memoirs, Miscellanies and Letters of the Late Lucy Aikin
- 1874: Correspondence of William Ellery Channing and Lucy Aikin, from 1826-1842

Werke als Mary Godolphin
- 1867: Robinson Crusoe: In Words of One Syllable
- 1868: Sandford and Merton: In Words of One Syllable
- 1868: An Evening at Home: In Words of One Syllable
- 1869: Aesop's Fables: In Words of One Syllable
- 1869: The Pilgrim's Progress: In Words of One Syllable
- 1869: The Swiss Family Robinson: In Words of One Syllable
- 1870: The One Syllable Sunday Book